# حوادث الطاقة

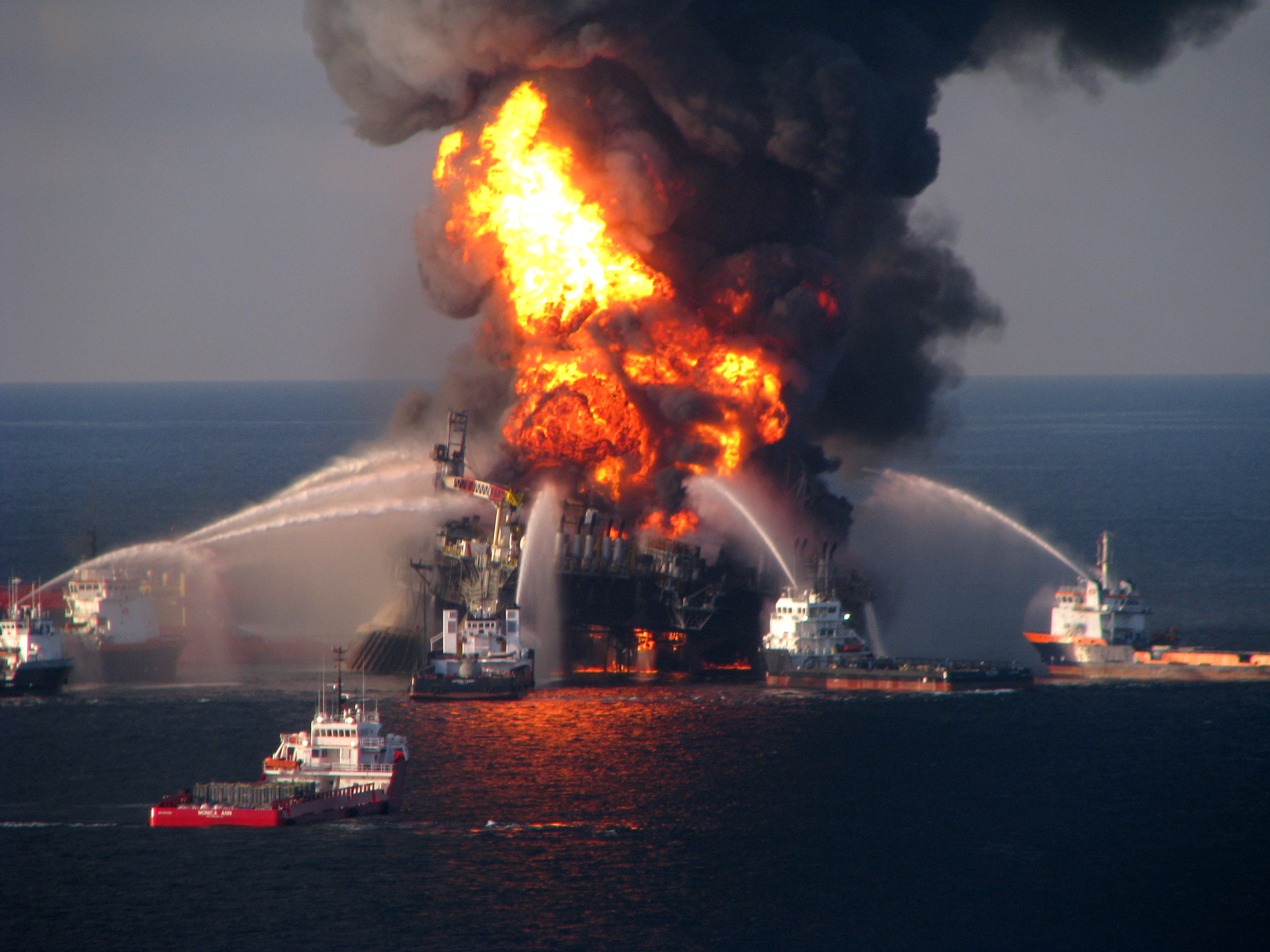

تجلب مصادر الطاقة معها وعودًا اجتماعية واقتصادية عظيمة، حيث تقدم نموًا ماليًا للمجتمعات وتوفر خدمات الطاقة للاقتصاديات المحلية. ومع ذلك، فقد تنهار البنية التحتية التي توفر خدمات الطاقة، فتسبب ضررًا بالغًا في بعض الأحيان. لقد وقعت 279 حادثة من حوادث الطاقة الكبرى في الفترة من 1907 حتى 2007، وتسببت في 182156 حالة وفاة، وتسجيل خسائر في الممتلكات تقدر قيمتها بـ 41 مليار دولار. ولا يشمل ذلك الوفيات التي تسببت فيها الحوادث الصغرى

## الوفيات

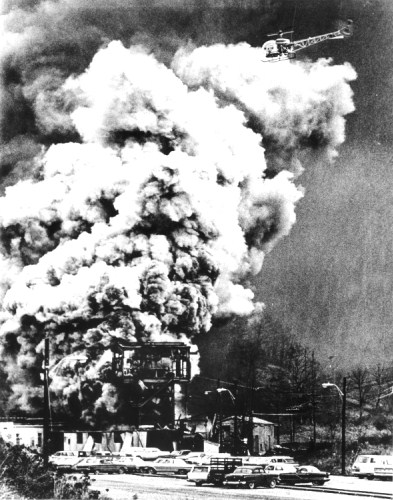
حريق ودخان يتصاعدان من منجم كونسول رقم 9 في فارمنجتون، ولاية فرجينيا الغربية، عقب انفجار شديد.

تشمل الحوادث التي تسببت في أكثر من 1000 حالة وفاة الانصهار النووي في كارثة مفاعل تشيرنوبيل النووي في أوكرانيا منذ عقدين، والأخرى انفجار خط أنابيب البترول لشركة NNPC (نيجيريا) في عام 1998. أسفرت حوادث مناجم الفحم عن 5938 حالة وفاة في عام 2005، و4746 حالة وفاة في عام 2006 في الصين وحدها.

## التكاليف الاقتصادية
على الرغم من أن محطات توليد الطاقة الكهرومائية مسؤولة عن أغلب الوفيات، إلا أن محطات الطاقة النووية الكامنة تُصنف الأولى فيما يتعلق بتكلفتها الاقتصادية، وهو ما يمثل 41 بالمائة من جملة خسائر الملكية. وتحتل المحطات النفطية والكهرومائية حوالي 25 بالمائة لكل منهما، يليها تلك الخاصة بالغاز الطبيعي بحوالي 9 بالمائة ثم الفحم بـ 2 بالمائة. وباستثناء كارثة تشيرنوبل وانهيار سد شيمانتان، كانت أكبر ثلاث حوادث أخرى مكلفة هي تسرب إيكسون فالديز النفطي (ألاسكا)، وتسرب بريستيج النفطي (إسبانيا)، وحادث جزيرة ثري مايل (بنسلفانيا).
وبالرغم من أنه تم التشكيك في منشورات سوفاكوول الخاصة بالآثار السلبية للطاقة النووية في مناسبات عدة، إلا أنه قد انتقده نظراؤه لضعف منهجيته وتحديد البيانات. وبالرغم من ذلك، وبغض النظر عن تقييم سوفاكوول مَثار التشكيك لخسائر الملكية المرتفعة عبر التاريخ، أو آثار الإخلاء، من الطاقة النووية، إلا أنه من المتوقع أن يقل حجم الطاقة النووية بواسطة الإخلاء وتنبؤات خسائر الملكية نتيجة الاستخدام المستمر للوقود الأحفوري. ومع كون الأثر الأكثر انتشارًا هو الاحترار العالمي المتسبب في ارتفاع منسوب البحار، فقد تم التركيز على الفحم والغاز لاستخدامهما باستمرار في توفير معظم كهرباء العالم. ومن المتوقع أن يتسبب ذلك في إخلاء ملايين المنازل في المناطق المنخفضة، وتكلفة سنوية بمئات المليارات من الدولارات لخسائر الملكية.